# Elin Engström
Augusta Eleonora "Elin" Engström, född Carlsson 1860, död 1957, var en svensk socialdemokrat. Hon tillhörde socialdemokratins pionjärer. Hon var ledamot av Kommittén för den kvinnliga Agitationen 1900–1901, ledamot av Kvinnokongressens AU 1908–1914, revisor för Kvinnokongressen/Socialdemokratiska Kvinnoförbundet 1914–1936, styrelseledamot i stiftelsen stiftelsen Strands vilohem för kroppsarbetande kvinnor från 1914, ledamot av den kommunala pensionsnämnden i Stockholm 1917–1935 och av hyresnämnden 1917–1923.

## Biografi
Elin Engström var dotter till Fredrik Carlsson (d. 1874), anställd vid ”hälsohuset” vid Brunkebergstorg. Hennes mor var "baderska" vid samma anläggning. Hennes syster Matilda var gift med Fredrik Sterky före hans omgifte med Anna Sterky. Elin Engström gifte sig 1878 med tunnbindaren Jöns Engström, som 1889 var en av de 68 grundarna till det socialdemokratiska partiet samt tunnbindarnas fackförening. Hon blev änka med sex barn 1889, sedan maken avlidit i lungsot.

### Socialdemokrat
Elin Engström blev engagerad inom arbetarrörelsen genom sin man, och ska ha sytt de första röda fanorna under 1880-talet, liksom de första röda band och rosetter som användes vid Första maj-demonstrationerna. Hon var en av de få kvinnliga medlemmarna i Socialdemokratiska Föreningen innan denna hade omvandlats till ett regelrätt parti; under 1880-talet var kvinnor visserligen ofta närvarande på föreningens möten, men det var i allmänhet som sällskap till de manliga mötesdeltagarna och inte som deltagare i egen rätt. Elin Engström beskrivs här som en av de första undantagen.
Från 1886 till 1935 arbetade Elin Engström som kontorist på Social-Demokratens expedition. Hon tvingades också utföra en mängd mindre uppdrag, som skrivningar, tvätt och barnpassning, för att försörja sig som änka, och tvingades ändå lämna bort två av sina barn på barnhem, något som då var vanligt. Hon blev 1904 chef för prenumerationskontoret och tidningsbuden på Social-Demokraten. Det sades att "på prenumerations- och distributionsavdelningen härskade Rasmus Hansen, Kallenberg och fru Engström”, och ”många tyckte att det inte blev riktigt om inte fru Engström personligen antecknade prenumerantens namn och adress”. 

### Kvinnoklubben
Elin Engström blev 1892 en av grundarna till Stockholms Allmänna Kvinnoklubb, och tillhörde dess styrelse till 1929. Hon ska mest ha ägnat sig åt de organisatoriska uppgifterna. Hon sydde klubbens första fana, ingick i Kvinnokonferensens arbetsutskott och var engagerad i arbetet för kvinnlig rösträtt. Hon ägnade sig åt namninsamling för rösträtten, och arrangerade fester och basarer för att samla in pengar för olika ändamål. Åren 1906–1907 ingick hon tillsammans med bland andra Anna Sterky, Amanda Horney och Anna Johansson-Visborg i den kommitté som förberedde den första Kvinnokonferensen. Hon stödde sedan 1908 års förslag om försörjningsstöd för ogifta mödrar och änkor, som sedan också stöddes av Landsföreningen för kvinnans politiska rösträtt. 

### Rösträtten
Elin Engström blev 1902 en av de socialdemokratiska kvinnor som bidrog till grundandet av Landsföreningen för kvinnans politiska rösträtt (FKPR) tillsammans med Erika Lindqvist och Anna Branting. Medan den socialdemokratiska rörelsen internationellt tog avstånd från samarbete med kvinnorörelsen utan istället menade att arbetarrörelsen borde engagera sig i kvinnors villkor samtidigt som arbetares, engagerade sig svenska socialdemokratiska kvinnor i FKPR genom Stockholms Allmänna Kvinnoklubb, och Elin Engström var då tillsammans med Erika Lindqvist, Anna Johansson-Visborg och Amanda Horney de mest aktiva i samarbetet mellan de två föreningarna. Genom sin status som änka och myndig i kombination med sina ökade inkomster tillhörde hon så småningom de kvinnor som kunde rösta kommunalt genom lagen från 1862. Hon blev ledamot av pensionsnämnden i sitt valdistrikt 1913, och av den kommunala hyresnämnden 1917. 
År 1912 utnämndes hon till sakkunnig i den lagberedningskommitté som skulle utreda en ny giftermålsbalk: hon var en av fyra kvinnor, tillsammans med Emilia Broomé (De frisinnade), Agda Montelius (Fredrika Bremerförbundet) och Anna Söderblom (gift med den blivande ärkebiskopen Nathan Söderblom).